# Drum național 39D
Der Drum național 39D (rumänisch für „Nationalstraße 39D“, kurz DN39D) ist eine Hauptstraße in Rumänien, die den Drum național 39 mit Jupiter verbindet.

## Verlauf
Die Straße beginnt am Drum național 39 (Teil der Europastraße 87) und endet nach 1,9 Kilometern in Jupiter.